# Đồng tuyệt chủng
Đồng tuyệt chủng (Coextinction) hay cùng tuyệt chủng hay đồng nguy cấp (cothreatened) là hiện tượng biến mất (tuyệt chủng) hoặc suy giảm của một loài vật chủ dẫn đến sự biến mất theo hoặc nguy cơ tuyệt chủng của một loài khác phụ thuộc vào nó, có khả năng dẫn đến các hiệu ứng phân tầng ở các bậc dinh dưỡng. Thuật ngữ này bắt nguồn bởi các tác giả Stork và Lyal (1993) và ban đầu được sử dụng để giải thích sự tuyệt chủng của côn trùng ký sinh sau khi mất vật chủ của chúng sống bám vào. Thuật ngữ này hiện được sử dụng để mô tả sự mất mát của bất kỳ loài nào có tính tương tác, bao gồm cạnh tranh với đồng loại của chúng và động vật ăn cỏ chuyên biệt với nguồn thức ăn của chúng. Đồng tuyệt chủng đặc biệt phổ biến khi một loài chủ chốt đã tuyệt chủng.

## Nguyên nhân
Một trong những minh họa điển hình và thường xuyên nhất là loài chim bồ câu viễn khách đã tuyệt chủng và loài rận ký sinh Columbicola extincus và Campanulotes errorus cũng tuyệt chủng theo vì không còn vật chủ để mà ký sinh, tuy nhiên gần đây người ta đã phát hiện loài rận Columbicola extincus đã được phát hiện lại trên chim bồ câu đuôi dài (Patagioenas fasciata) và rận ký sinh Campanulotes errorus được tìm thấy là một trường hợp có khả năng xác định nhầm loài Campanulotes flavus hiện đang tồn tại Tuy nhiên, mặc dù rận bồ câu viễn khách đã được phát hiện lại còn các loài ký sinh trùng khác, ngay cả trên chim bồ câu viễn khách vẫn có thể xảy ra sự tuyệt chủng. Một số loài rận chẳng hạn như Rallicola extincus một loài ký sinh trên chim Huia có thể đã tuyệt chủng cùng với vật chủ của chúng.
Các nghiên cứu gần đây đã nêu gợi ý rằng có tới 50% số loài có thể bị tuyệt chủng trong 50 năm tới. Điều này một phần là do sự đồng tồn tại hay thường gọi là cộng sinh, ví dụ, sự biến mất của các loài bướm nhiệt đới từ Singapore được cho là do mất các cây ký chủ ấu trùng của chúng. Để xem các trường hợp tuyệt chủng có thể xảy ra trong tương lai sẽ diễn ra như thế nào, các nhà nghiên cứu đã đưa ra các mô hình để chỉ ra các mối quan hệ xác suất giữa sự tuyệt chủng của đơn vị liên kết và vật chủ trên các hệ thống đồng tiến hóa giữa các loài cụ thể (co-evolved inter-specific systems). Các đối tượng Ong bắp cày đang thụ phấn cho các loài cây sung trong chi Ficus, ký sinh trùng linh trưởng (nấm Pneumocystis, tuyến trùng và chấy) và vật chủ của chúng, ve ký sinh và rận và vật chủ là gia cầm của chúng, bướm và cây ký chủ ấu trùng của chúng. Kết quả cho thấy, đối với tất cả trừ các nhóm gắn kết cụ thể với vật chủ nhất (ví dụ như nấm ký sinh trên động vật linh trưởng Pneumocystis), mức độ tuyệt chủng của các nhóm gắn kết có thể thấp tương ứng với mức độ tuyệt chủng vật chủ nếu ở mức thấp nhưng có thể sẽ tăng nhanh khi sự tuyệt chủng của vật chủ tăng lên trong tương lai gần. Mối quan hệ này giữa các mức độ tuyệt chủng của vật chủ và các loài ký sinh cũng có thể giải thích một phần lý do tại sao rất ít sự kiện cùng tuyệt chủng được ghi nhận cho đến nay